# 한서유
한서유(2003년 2월 22일~)는 대한민국의 배우로, 2022년에 드라마 tvN 《작은 아씨들》의 단역출연으로 데뷔했다.

## 학력
- 광동고등학교 (졸업)
- 서울예술대학교 연기학과 (졸업)

## 출연작

### TV 시리즈
- tvN 방송 《작은 아씨들》 단역출연

### 유튜브/ 독립
- 유튜브 진용진 없는 영화 대물림편 예빈역
- 유튜브 오도씨 출연
- KYFF 영화제 당선 인디언놀이 출연
- KYFF 영화제 당선 연극이 끝난 후 주연
- 장편독립 TNTD 26년 개봉 예정 (촬영 중)
- 유튜브 짧은 대본 출연
- 유튜브 SIGNAL 대학생 연합 영상동아리 "칵테일 파티" 슬비 역